# Aryamehr
Aryamehr (persan : آریامهر) était le titre utilisé par le Shahanshah Mohammad Reza Shah d'Iran. Ce titre signifie Lumière des Aryens.

## Histoire
Le titre fut accordé comme titre secondaire par une session du Parlement (Majles) le 15 septembre 1965 à Mohammad Reza Pahlavi, le dernier Shah d'Iran (régnant depuis son serment devant le parlement le 17 septembre 1941), avant son couronnement à Téhéran le 26 octobre 1967.
Quand Reza Cyrus Pahlavi a officiellement succédé à son père (en exil à cause de la révolution iranienne qui a fait de l'Iran une république islamique), il prit le nom de Reza Pahlavi II et porte aussi les titres de Shahanshah et d'Aryamehr et de l'appellation Sa Majesté Impériale le 27 juillet 1980.

## Ordre associé
Le Neshan-e Aryamehr, Nešâne Aryamehr ou Nishan-i Aryamehr, signifiant 'Ordre de la lumière des Aryens', était le troisième et dernier ordre de chevalerie impérial que le dernier Shah fonda le 26 septembre 1967 (cette date, citée dans la plupart des publications, est probablement la date de la renaissance de cette institution, et pas celle de la fondation: des photographies prises au mariage impérial en 1939 montrent la reine mère Taj ul-Mulk portant une étoile presque identique; Reza Shah pourrait avoir fondé cet ordre en même temps que l'ordre des Pahlavi en 1932) en honneur de sa conjointe, l'impératrice Farah Diba, et réservé aux femmes seulement. La première classe était réservée aux souverains féminins ou aux conjoints de souverains régnant, la seconde classe aux princesses.

## Sources et références
- (en) RoyalArk- Perse- dynastie Pahlavi
- (en) Ordres impériaux persans